# Guettarda fanshawei
Guettarda fanshawei är en måreväxtart som beskrevs av Julian Alfred Steyermark. Guettarda fanshawei ingår i släktet Guettarda och familjen måreväxter.
Artens utbredningsområde är Guyana. Inga underarter finns listade i Catalogue of Life.